# TSV Amicitia Viernheim
TSV Amicitia Viernheim – niemiecki klub piłkarski, grający obecnie w Verbandslidze Nordbaden (odpowiednik szóstej ligi), mający siedzibę w mieście Viernheim, leżącym w Hesji (Rejencja Darmstadt). Z powodu bardzo małej odległości Viernheim od Badenii-Wirtembergii, klub gra w systemie ligowym tego kraju związkowego. W 2008 roku po fuzji zespół zajął miejsce klubu Amicitia Viernheim w rozgrywkach Verbandsligi Nordbaden (6. poziom), a miejsce klubu  TSV Viernheim w rozgrywkach Landesligi Nordbaden Staffel 2 (7. poziom) zajęła drużyna rezerwowa - TSV Amicitia Viernheim II.

## Historia
Klub został założony jako TSV Amicitia Viernheim w 2008 roku, gdy Amicitia Viernheim połączyła się z TSV Viernheim. Największe sukcesy klub odnosił przed fuzją, gdy jako SpVgg Amicitia Viernheim 09 przez 12 sezonów występował na 2. poziomie rozgrywek piłkarskich w Niemczech (1945/46-49/50 i 1957/58-63/64) oraz gdy przez 17 sezonów występował na 3. poziomie rozgrywek (1950/51-56/57 i 1964/65-71/72 oraz 1987/88 i 1989/90). 

## Sezony
| Lata    | Liga                        | Pozycja |
| 2008-09 | Verbandsliga Nordbaden (VI) | 12      |
| 2009-10 | Verbandsliga Nordbaden      | 9       |
| 2010-11 | Verbandsliga Nordbaden      | 11      |
| 2011-12 | Verbandsliga Nordbaden      | ?       |